# エルダー兄弟
『エルダー兄弟』（エルダーきょうだい、原題：The Sons of Katie Elder）は、1965年制作のアメリカ合衆国の西部劇映画。ヘンリー・ハサウェイ監督、ジョン・ウェイン、ディーン・マーティンらが出演。
ジョン・ウェインにとっては肺がん手術から復帰後、初の出演映画となった。また、ウェインとディーン・マーティンは、『リオ・ブラボー』に続いての共演である。主にメキシコで撮影された。
2005年に『フォー・ブラザーズ/狼たちの誓い』 としてリメイクされた。

## あらすじ
ジョン、トム、マット、バドのエルダー4兄弟は母親の葬儀に参列するため、故郷テキサス州クリアウォーターの町に帰って来た。
ところが、父親も何者かに背後から撃たれてこの世に亡く、両親の経営する牧場も、既にモーガン・ヘイスティングスという銃器製造所の地所になっていた。
4人が父親殺しの犯人探しを始めたことに、町の実力者であるヘイスティングスは復讐を警戒し、郡外から雇った殺し屋カーリーに挑発させ、兄弟4人を排除する策を巡らせる。
ジョンと懇意だった保安官ビリーを殺された罪も、４人兄弟に着せられ、ジョンを敵と狙う副保安官ベンの手によって、遂に投獄されてしまう。
郡刑務所移送中に、襲ってきた荒くれ者との撃ち合いや橋のダイナマイト爆破で、三男のマットは絶命し、最年少１８歳のバドは重体となる。
ヘイスティングスの息子を人質に取り、弁護士ハリーの前ですべての事実を自白させたトムも、背後から撃たれていた弾傷で床に突っ伏した。
ジョンは単身、自宅に立て籠もるヘイスティングスとのもとへ、最終決着に挑んでいく。

## キャスト
| 役名                       | 俳優                             | 日本語吹き替え                      | 日本語吹き替え | 日本語吹き替え |
| 役名                       | 俳優                             | フジテレビ版                        | ?版            |                |
| -------------------------- | -------------------------------- | ----------------------------------- | -------------- | -------------- |
| ジョン・エルダー           | ジョン・ウェイン                 | 小林昭二                            |                |                |
| トム・エルダー             | ディーン・マーティン             | 広川太一郎                          | 羽佐間道夫     |                |
| メアリー・ゴードン         | マーサ・ハイヤー                 | 今井和子                            |                |                |
| マット・エルダー           | アール・ホリマン                 | 佐々木功                            |                |                |
| バッド・エルダー           | マイケル・アンダーソン・ジュニア | 朝倉宏二                            |                |                |
| モーガン・ヘイスティングス | ジェームズ・グレゴリー           | 寺島幹夫                            |                |                |
| ベン・ラッタ               | ジェレミー・スレート             | 近石真介                            |                |                |
| カーリー                   | ジョージ・ケネディ               | 大宮悌二                            |                |                |
| デイヴ・ヘイスティングス   | デニス・ホッパー                 | 富山敬                              |                |                |
| チャーリー・ストライカー   | リス・ウィリアムズ               | 雨森雅司                            |                |                |
| ビリー・ウィルソン         | ポール・フィックス               |                                     |                |                |
| 不明 その他                |                                  | 久松保夫 宮川洋一                   |                |                |
|                            |                                  |                                     |                |                |
| 演出                       | 演出                             | 小林守夫                            |                |                |
| 翻訳                       | 翻訳                             | 山田実                              |                |                |
| 効果                       |                                  |                                     |                |                |
| 調整                       |                                  |                                     |                |                |
| 制作                       | 制作                             | 東北新社                            |                |                |
| 解説                       |                                  |                                     |                |                |
| 初回放送                   | 初回放送                         | 1971年4月2日 『ゴールデン洋画劇場』 |                |                |

## 音楽
エルマー・バーンスタインが作曲したもので、同じ監督でジョン・ウェイン主演の『トゥルー・グリット』予告編の音楽も手掛けている。ジョニー・キャッシュは1965年に、エルマー・バーンスタインとアーニー・シェルドンが書いた「ケイティ・エルダーの息子たち」という曲を歌った。タイトルと作曲者にもかかわらず実際の映画では使用されなかったが、サウンドトラックLPに収録された。